# Hideki Omoto
Hideki Omoto, född 12 augusti 1984, är en japansk roddare.
Omoto tävlade för Japan vid olympiska sommarspelen 2016 i Rio de Janeiro, där han tillsammans med Hiroshi Nakano slutade på 15:e plats i lättvikts-dubbelsculler.